# Rebel Content Tour
Rebel Content Tour es una gira musical del músico canadiense Neil Young con el grupo Promise of the Real que comenzó el 5 de julio de 2015 en Milwaukee, Wisconsin. La gira, la primera de Young con el respaldo del grupo Promise of the Real, sirvió de promoción del álbum The Monsanto Years, publicado en junio de 2015.

## Trasfondo
Neil Young tocó por primera vez con Lukas y Micah, hijos de Willie Nelson, en la edición de 2014 del Farm Aid y en el concierto benéfico Bridge School Benefit en octubre del mismo año. La colaboración entre ambos sentó las bases para grabar The Monsanto Years, un trabajo crítico con la multinacional Monsanto por el uso de transgénicos en la agricultura. Su lanzamiento tuvo lugar en junio de 2015, unas semanas antes del inicio de la gira Rebel Content Tour.
Durante los conciertos, Young tocó con el acompañamiento del grupo Promise of the Real en la mayoría del evento, salvo un pequeño set acústico en solitario al comienzo de cada uno. La primera etapa de la gira, con un total de doce conciertos, comenzó el 5 de julio en Milwaukee y finalizó el 24 del mismo mes en Ontario, Canadá. A lo largo de la etapa, interpretó canciones de su trayectoria musical intercaladas con los nueve temas de The Monsanto Years. Entre la lista de canciones incluyó rarezas como «Hippie Dream», del álbum Landing on Water, interpretada por primera vez en dieciocho años, así como «Moonlight in Vermont», cantada por Lukas Nelson.
Tras un descanso de dos meses, Young anunció una segunda etapa de la gira con once conciertos por la Costa Oeste de Estados Unidos.

## Personal
- Neil Young: voz, guitarra y armónica.
- Lukas Nelson: guitarra y coros.
- Micah Nelson: guitarra eléctrica, charango eléctrico y coros.
- Anthony Logerfo: batería.
- Tato Melgar: percusión.
- Corey McCormick: bajo y coros.

## Fechas
| Norteamérica (1ª etapa) |                           |                |                                  |
| 5 de julio de 2015      | Milwaukee                 | Estados Unidos | Marcus Amphitheatre              |
| 8 de julio de 2015      | Morrison (Colorado)       | Estados Unidos | Red Rocks Amphitheatre           |
| 9 de julio de 2015      | Morrison (Colorado)       | Estados Unidos | Red Rocks Amphitheatre           |
| 11 de julio de 2015     | Lincoln (Nebraska)        | Estados Unidos | Pinnacle Bank Arena              |
| 13 de julio de 2015     | Cincinnati (Ohio)         | Estados Unidos | Riverbend Music Center           |
| 14 de julio de 2015     | Clarkston (Míchigan)      | Estados Unidos | DTE Energy Music Theater         |
| 16 de julio de 2015     | Camden (Nueva Jersey)     | Estados Unidos | Susquehanna Bank Center          |
| 17 de julio de 2015     | Bethel (Nueva York)       | Estados Unidos | Bethel Woods Center For The Arts |
| 19 de julio de 2015     | Eseex Junction (Vermont)  | Estados Unidos | Champlain Valley Exposition      |
| 21 de julio de 2015     | Wantagh (Nueva York)      | Estados Unidos | Nikon at Jones Beach Theatre     |
| 22 de julio de 2015     | Mansfield (Massachusetts) | Estados Unidos | Xfinity Center                   |
| 24 de julio de 2015     | Oro-Medonte (Ontario)     | Canadá         | Burl's Creek Event Grounds       |
| Norteamérica (2ª etapa) |                           |                |                                  |
| 1 de octubre de 2015    | Missoula                  | Estados Unidos | Adams Event Center               |
| 2 de octubre de 2015    | Spokane                   | Estados Unidos | Spokane Arena                    |
| 4 de octubre de 2015    | Seattle                   | Estados Unidos | WaMu Theater                     |
| 5 de octubre de 2015    | Vancouver                 | Canadá         | Rogers Arena                     |
| 7 de octubre de 2015    | Portland                  | Estados Unidos | Earle Chiles Center              |
| 8 de octubre de 2015    | Eugene                    | Estados Unidos | Matthew Knight Arena             |
| 10 de octubre de 2015   | Santa Bárbara             | Estados Unidos | Santa Bárbara Bowl               |
| 11 de octubre de 2015   | Las Vegas                 | Estados Unidos | The Cosmopolitan                 |
| 13 de octubre de 2015   | La Jolla                  | Estados Unidos | RIMAC Arena                      |
| 14 de octubre de 2015   | Inglewood                 | Estados Unidos | The Forum                        |
| 17 de octubre de 2015   | Berkeley                  | Estados Unidos | Greek Theater                    |